# Ñico Lora
Francisco Antonio Lora Cabrera (* 1880 in Maizal; † 10. April 1971 in Bisonó), der unter dem Namen Ñico Lora bekannt wurde, war ein dominikanischer Musiker und Komponist, der als einer der Väter des Merengue gilt.
Ñico Lora, der nie eine formale musikalische Ausbildung hatte, spielte seit seiner Jugend Akkordeon. Er komponierte eine Anzahl von Liedern, die heute zum musikalischen Erbe der Dominikanischen Republik zählen, darunter San Antonio, Tingo Talango, Eres la mujer más bella, Pedrito Chávez und San Francisco. Zu seinen Ehren wurde in Bisonó der Platz La Plaza de la Cultura Ñico Lora benannt.